# Tlalocohyla loquax
Espèce
Synonymes
- Hyla loquax Gaige & Stuart, 1934
- Hyla stadelmani Schmidt, 1936
- Hyla axillamembrana Shannon & Werler, 1955

Statut de conservation UICN

 LC  : Préoccupation mineure
Tlalocohyla loquax est une espèce d'amphibiens de la famille des Hylidae.

## Répartition
Cette espèce se rencontre du niveau de la mer jusqu'à 1 585 m d'altitude au Mexique dans les États de Veracruz, d'Oaxaca, du Chiapas, de Tabasco, de Campeche, du Quintana Roo et du Yucatán, au Belize, au Guatemala, au Honduras, au Nicaragua et au Costa Rica,.

## Publication originale
- Gaige & Stuart, 1934 : A new Hyla from Guatemala. Occasional papers of the Museum of Zoology University of Michigan, vol. 281, p. 1-3 (texte intégral).